# Silvia Fontana
Silvia Fontana (New York, 3 dicembre 1976) è un'ex pattinatrice artistica su ghiaccio italiana che ha rappresentato l'Italia ai XX Giochi olimpici invernali di Torino 2006.

## Biografia
Silvia Fontana è nata a New York il 3 dicembre 1976, dove suo padre si era trasferito per lavoro, ed è cresciuta a Roma. Iniziò a pattinare a soli 4 anni nella pista di ghiaccio del centro polisportivo progettato da suo padre, ove la sua prima insegnante fu Cristina Lolong. In seguito fu allenata da Marina D'Agata.
Nel 1995 si trasferì negli Stati Uniti d'America per proseguire gli studi di pattinaggio, seguita da importanti allenatori, come Frank Carroll, Halyna Zmijevs'ka (allenatrice di Viktor Petrenko, Oksana Bajul e di Johnny Weir). Plurimedaglia d'oro ai campionati italiani, nel 2002 si piazzò al decimo posto delle Olimpiadi di Salt Lake City, dopo le quali annunciò ufficialmente il suo ritiro. Nel 2006, ritornò sui suoi passi e dopo un durissimo allenamento, si presentò alle Olimpiadi di Torino, dove giunse in finale e si classificò al ventiduesimo posto.

### Dopo il ritiro
Silvia Fontana si allena a Hackensack, New Jersey, è sposata con il pattinatore statunitense John Zimmerman, è testimonial dell'American Italian Cancer Foundation’s ed ha un grandissimo successo in programmi tv, come il reality Queer Eye e gli speciali della NBC.
Sia nel 2006 che nel 2007 ha partecipato al reality-competizione italiano Notti sul ghiaccio, vincendo entrambe le edizioni, la prima in coppia con Massimiliano Ossini, l'altra con Ludovico Fremont.
Nel 2009 è cofondatrice e socia di maggioranza della KARISMA SPORTSWEAR, azienda che opera nel settore dell'abbigliamento tecnico per il pattinaggio su ghiaccio e il fitness.
Il 2 aprile 2012, in Florida, Silvia ha dato alla luce la sua prima figlia, Sofia Zimmerman. Il nome della bambina è stato scelto in onore di Sophia Loren, l'attrice preferita di entrambi i pattinatori, ma anche per ricordare l'origine italiana della madre.

## Palmarès
| Risultati                 | Risultati      | Risultati      | Risultati      | Risultati      | Risultati      | Risultati      | Risultati      | Risultati      | Risultati      |
| Internazionali            | Internazionali | Internazionali | Internazionali | Internazionali | Internazionali | Internazionali | Internazionali | Internazionali | Internazionali |
| Evento                    | 1993–94        | 1995–96        | 1996–97        | 1997–98        | 1998–99        | 1999–00        | 2000–01        | 2001–02        | 2005–06        |
| ------------------------- | -------------- | -------------- | -------------- | -------------- | -------------- | -------------- | -------------- | -------------- | -------------- |
| Giochi olimpici invernali |                |                |                |                |                |                |                | 10°            | 22°            |
| Campionati mondiali       | 25°            | 24°            |                | 18°            | 16°            | 19°            | 10°            | 10°            |                |
| Campionati europei        | 22°            | 20°            |                | 18°            | 13°            | 8°             | 11°            | 7°             |                |
| GP Cup of Russia          |                |                |                |                | 11°            | 9°             | 9°             |                |                |
| GP Lalique                |                |                |                |                |                |                | 10°            | 7°             |                |
| GP Skate America          |                |                |                |                | 10             |                |                |                |                |
| GP Skate Canada           |                |                | 7°             |                |                | 5°             |                |                |                |
| GP Sparkassen             |                |                |                |                |                |                |                | 7°             |                |
| Universiadi               |                |                |                |                |                |                | 3°             |                |                |
| Golden Spin of Zagreb     |                |                |                |                |                |                |                |                | 3°             |
| Goodwill Games            |                |                |                |                |                |                | 9°             |                |                |
| Campionati italiani       | 1°             | 1°             | 3°             | 2°             | 1°             | 1°             | 2°             | 1°             | 2°             |
| GP = Grand Prix           |                |                |                |                |                |                |                |                |                |